# Banksinoma ovata
Banksinoma ovata är en kvalsterart som först beskrevs av Wallwork 1962.  Banksinoma ovata ingår i släktet Banksinoma och familjen Thyrisomidae. Inga underarter finns listade.